# M/S Marianne
M/S Marianne är en motoryacht, som byggdes 1897 på Eriksbergs Mekaniska Verkstad i Göteborg som ånglustyachten Bris för kapten Fredrik Pettersson vid Bohusläns regemente i Uddevalla. 
Hon såldes 1906 till bryggaren Melcher Lyckholm i Göteborg, som förlängde fartyget med sex meter och lät bygga en däcksalong i teak midskepps.
År 1916 köptes hon av Bröderna Edmans Skärgårdsrederi i Marstrand, som motoriserade henne och därefter bedrev passagerartrafik i Bohusläns södra skärgård. Genom att ångmaskinen  byttes ut mot en dieselmotor, inbesparades en man i besättningen och kaptenen kunde manövrera motorerna direkt från styrhytten. Fartyget döptes om till Marianne efter en dotter till en av redarna.
År 1946 köptes Marianne av Bofors Semesterhemsförening i Karlskoga för trafik mellan Otterbäcken och Storön och för att där ersätta den äldre båten Ingrid. För att anpassa henne till denna  trafik, ombyggdes Marianne med tillägg av fler sittplatser och för att ge bättre sikt, höjdes också styrhytten. Fram till början av  1990-talet var fartyget kvar i denna trafik.
Storön såldes 1992 till Gullspångs kommun. M/S Marianne ingick i försäljningen och trafikerade därefter både Vänern och Göta kanal från Otterbäcken. Hon övertogs 2003 av M/S Mariannes vänner ekonomisk förening.
År 2010 bytte M/S Marianne hemmahamn till Mariestad. Efter det att den ursprungliga motorn havererat, installerades en ny dieselmotor 2016. Trafikområdet utökades från E till D, vilket innebär att hon kan trafikera hela Vänern, och nya livflottar installerades. Hon har också kompletterats med hydraulisk styrning och bogpropeller.